# Lie Lie Live
Lie Lie Live je digitální EP od Serje Tankiana, které spadá pod album Elect the Dead. Obsahuje směsici remixů a audio záznamů z koncertu. Všechny živé písně byly nahrány na koncertu v Las Vegas 25.10. 2007. Jde o písně z videí, které najdete na Myspace - The List.

## Seznam skladeb
| Pořadí         | Název                                                     | Délka |
| -------------- | --------------------------------------------------------- | ----- |
| 1.             | Lie Lie Lie (živě)                                        | 3:49  |
| 2.             | The Unthinking Majority (živě)                            | 3:53  |
| 3.             | Empty Walls (Victorious Club Mix) - mixoval DJ LethalRush | 5:45  |
| 4.             | Sky Is Over (Fawk Yeah Remix)                             | 3:39  |
| 5.             | Empty Walls (Dub Remix)                                   | 4:01  |
| Celková délka: | Celková délka:                                            | 21:07 |